# 上杉二美
上杉 二美（うえすぎ ふたみ、1951年1月7日 - ）は、長野県出身の女優。劇団青年座所属。桐朋学園芸術短期大学部芸術科演劇専攻卒業。血液型はA型、身長158cm、体重45kg。趣味は剣道、調布の民謡朗読などのボランティア。作陽音楽短期大学ミュージカル科非常勤講師、東京文理学院高等部で講師を務める。

## 出演

### テレビドラマ

#### TBS
- Gメン'75　第333話 「悪魔を呼ぶ子供」（1981年）
- 新・天までとどけ2
- 3年B組金八先生
  - 第4シリーズ（1995-1996年） - 石築サツキ（朋子の母） 役
  - 第5シリーズ（1999-2000年） - 入船クニ子（力也の母） 役
- うちの子にかぎって…2 第6話 - 牛島レイ子 役
- 華麗なる一族
- 月曜ミステリー劇場
  - 十津川警部シリーズ36 河津・天城連続殺人事件（2006年1月9日）
  - ホステス探偵危機一髪6「銀座の高層マンション建設反対殺人事件 死体の横に落ちた鍵…通り魔のゴリラ男だけが知っている警察も騙された盲点」（2004年5月31日）
  - 金田一耕助シリーズ「神隠し真珠郎」 - 女中かず子 役
- 月曜ゴールデン
  - 信濃のコロンボ事件ファイル2 戸隠伝説殺人事件（2014年11月24日）
- 愛の劇場 愛の断崖
- フライパンの唄
- ポーラテレビ小説 グッバイ・ママ
- ディア・フレンド

#### フジテレビ
- おばさんデカ 桜乙女の事件帖
- アテンションプリーズ - 掃除のおばちゃん 役
- 赤い糸の女（東海テレビ、フジテレビ）- 徳州麟平の母 役

#### 日本テレビ
- 外科医有森冴子スペシャル
- 火曜サスペンス劇場
  - わが町9「妻殺しをたくらむ夫の眼前で妻がレイプ - 大都会の闇にうごめく悪の連鎖」（1997年10月14日）
- ドロ刑（2018年）- 浜田律子 役

#### NHK
- 大河ドラマ 武蔵 MUSASHI
- 少年ドラマシリーズ ユタとふしぎな仲間たち
- スキッと一心太助

#### テレビ朝日
- はぐれ刑事純情派（1993年）- 田代三枝子 役
- はぐれ刑事純情派・第12シリーズ（1999年）第3話「犬と暮らす鎌倉夫人の嫉妬!? 嫌われた女」
- 流転の王妃・最後の皇弟
- 特捜最前線第21話
- 土曜ワイド劇場
  - 炎の警備隊長・五十嵐杜夫3 私の部屋に見知らぬ男の死体が!秘密を知る女は隊長の恋人!?（2005年7月16日）
  - 終着駅の牛尾刑事VS事件記者・冴子13 家族の食卓（2013年12月28日）
  - 私は代行屋! 事件推理請負人3 不倫医師殺人!銀座ホステスを襲う謎の黒革の手帳!?（2014年11月15日）

#### テレビ東京
- 北アルプス山岳救助隊・紫門一鬼10「白馬・唐松岳殺人ルート」（2008年3月12日）- 岡野誠二 役
- 孤独のグルメ Season2 第7話 （2012年11月21日）- お母さん1 役
- らせんの迷宮〜DNA科学捜査〜 第5話（2021年11月12日）

#### 関西テレビ
- ドウニチラヴ第8話

#### 毎日放送
- ウルトラマンコスモス第6話・怪獣一本釣り（2001年8月11日）

不明
- サザエさん

### 映画
- まあだだよ
- 春の雪
- さくら隊散る - 羽原の母 役

### CM
- 松下電工
- 味の素
- ヤクルト
- サントリー BOSS7
- ゼロックス
- 東芝 うず潮
- カーサワデー
- エーボン化粧品
- 味の素ほんだし
- デビアスダイヤモンド
- パナソニック ビデオムービー
- 松下電工 クリーンシャワレ
- エスビー食品 5/8チップ
- オリエントコーポレーション
- 足利銀行
- 綜合警備保障

### 舞台
劇団青年座
- 桜姫東文章 - 入山 役
- 新版四谷怪談 - お政・お大 役
- 永遠の青空 - 元村葉子 役
- 仏田摩耶山開帳
- 三文オペラ - ポリー 役
- 将軍たちの夜
- 永遠の青空
- からゆきさん
- 四谷怪談
- 新・四谷怪談
- 真夜中のブランコ
- 三島由紀夫 綾の鼓
- いやいやながら医者にされ
- ブンナよ木からおりてこい
- 盟三五大切
- 近松心中考
- ほととぎすほととぎす
- 金閣炎上
- 弥次喜多
- 宮城野
- 写楽考
- オセロ
- あした天気になあれ 劇団風力写真機